# Ignatius Loyola Mascarenhas
Ignatius Loyola Ivan Mascarenhas (* 3. Juni 1949 in Delhi) ist ein indischer Geistlicher und emeritierter römisch-katholischer Bischof von Simla und Chandigarh.

## Leben
Ignatius Loyola Mascarenhas empfing am 17. Dezember 1977 das Sakrament der Priesterweihe für das Erzbistum Delhi.
Am 10. Februar 2009 ernannte ihn Papst Benedikt XVI. zum Bischof von Simla und Chandigarh. Der Erzbischof von Delhi, Vincent Michael Concessao, spendete ihm am 3. April desselben Jahres auf dem Gelände der Herz-Jesu-Schule in Chandigarh die Bischofsweihe; Mitkonsekratoren waren der Bischof von Jalandhar, Anil Joseph Thomas Couto, und der Bischof von Jammu-Srinagar, Peter Celestine Elampassery OFMCap.
Papst Franziskus nahm am 12. April 2024 seinen altersbedingten Rücktritt an. Bis zum Amtsantritt seines Nachfolgers Sahaya Thatheus Thomas am 13. Mai 2025 verwaltete er das Bistum Simla und Chandigarh weiter als Apostolischer Administrator.